# David García Zubiría
Pour les articles homonymes, voir David Garcia et García.
David García Zubiría, né le 14 février 1994 à Pampelune en Espagne, est un footballeur international espagnol évoluant au poste de défenseur central au Al-Rayyan SC.

## Biographie
David García dispute le 28 mars 2023 sa première sélection en équipe d'Espagne lors d'une rencontre comptant pour les éliminatoires de l'Euro 2024 disputée contre l'Écosse au Hampden Park de Glasgow. Il est titulaire lors de ce match qui se solde pour l'Espagne par une défaite 2-0.

## Palmarès
CA Osasuna
- Segunda División
  - 2019